# Jagdstaffel 19
La Jagdstaffel 19 (in tedesco: Königlich Preußische Jagdstaffel Nr 19, abbreviato in Jasta 19) era una squadriglia (staffel) da caccia della componente aerea del Deutsches Heer, l'esercito dell'Impero tedesco, durante la prima guerra mondiale (1914-1918).

## Storia
La Jagdtsaffel 19 venne fondata il 25 ottobre del 1916 e trasferita nel settore della 1ª Armata. Una settimana dopo la squadriglia venne messa a servizio dell'Armee-Abteilung A. I primi velivoli assegnati alla squadriglia al momento della nascita furono i biplani Albatros D.II.
La Jagdstaffel 19 successivamente venne equipaggiata dapprima con i triplani Fokker Dr.I e poi con i più moderni Fokker D.VII, ma le date di effettiva ricezione ed utilizzo sono sconosciute.
Dopo le prime assegnazioni, la Jagdstaffel 19 venne poi assegnata alla 7ª Armata nel marzo 1917 per proseguire poi con la 1ª Armata dal giugno dello stesso anno.
Nel febbraio del 1918 la squadriglia entrò a far parte della Jagdgeschwader II insieme alle Jagdstaffeln 12, 13 e 15 e tornata a sostegno della 7ª Armata. Il 19 marzo l'unità venne trasferita sotto il controllo della 18ª Armata per essere spostata il 12 giugno a supporto della 2ª Armata. Nel mese di luglio la squadriglia venne spostata dapprima a supporto della 3ª Armata e poi a supporto della 7ª Armata. Tornò in aiuto della 18ª Armata il 10 agosto. Alla fine del mese di agosto la Jagdstaffel 19 venne spostata ancora, di nuovo in supporto della 1ª Armata. Il 3 settembre 1918 la squadriglia venne trasferita sul fronte dove operava l'Armee-Abteilung C, ma spostata due giorni più tardi per tornare a sostegno della 5ª Armata, assegnazione definitiva sino al termine del conflitto.
Il Leutnant de Reserve Wilhelm Leusch fu l'ultimo Staffelführer (comandante) della Jagdstaffel 19 dal 26 ottobre 1918 fino alla fine della guerra. La Jasta fu smobilitata l'11 novembre del 1918.
Alla fine della prima guerra mondiale alla Jagdstaffel 19 vennero accreditate 93 vittorie aeree di cui 10 per l'abbattimento di palloni di osservazione. Di contro, la Jasta 19 perse 11 piloti, 4 furono feriti in azione oltre ad un pilota fatto prigioniero di guerra.

## Lista dei comandanti della Jagdstaffel 19
Di seguito vengono riportati i nomi dei piloti che si succedettero al comando della Jagdstaffel 19.
| Grado               | Nome                          | Periodo                             | Note                   |
| ------------------- | ----------------------------- | ----------------------------------- | ---------------------- |
| Oberleutnant        | Franz Walz                    | 25 ottobre 1916 – 28 novembre 1916  |                        |
| Oberleutnant        | Erich Hahn                    | 28 novembre 1916 – 4 settembre 1917 | Morto in combattimento |
|                     | Eichorn                       | settembre 1917                      | Facente funzione       |
| Leutnant            | Ernst Hess                    | settembre 1917 – 23 dicembre 1917   | Morto in combattimento |
| Leutnant de Reserve | Gerlt                         | 23 dicembre 1917 – 2 febbraio 1918  | Facente funzione       |
| Leutnant            | Konrad von Bülow-Bothkamp     | 2 febbraio 1918 – 14 febbraio 1918  |                        |
| Leutnant de Reserve | Walter Göttsch                | 14 febbraio 1918 – 10 aprile 1918   | Morto in combattimento |
| Leutnant de Reserve | Arthur Rahn                   | 10 aprile 1918 – 18 aprile 1918     | Facente funzione       |
| Leutnant            | Hans Martin Pippart           | 18 aprile 1918 – 20 maggio 1918     |                        |
| Leutnant de Reserve | Gerlt                         | 20 maggio 1918 – 11 giugno 1918     | Facente funzione       |
| Leutnant            | Hans Martin Pippart           | 11 giugno 1918 – 11 agosto 1918     | Morto in combattimento |
| Leutnant de Reserve | Gerlt                         | 11 agosto 1918 – 12 agosto 1918     | Facente funzione       |
| Leutnant de Reserve | Ulrich Neckel                 | 12 agosto 1918 – 1 settembre 1918   |                        |
| Leutnant            | Oliver von Beaulieu-Marconnay | 1 settembre 1918 – 18 ottobre 1918  |                        |
| Leutnant de Reserve | Wilhelm Leusch                | 18 ottobre 1918 – 26 ottobre 1918   | Facente funzione       |
| Leutnant de Reserve | Wilhelm Leusch                | 26 ottobre 1918 – 11 novembre 1918  |                        |

## Lista delle basi utilizzate dalla Jagdstaffel 19
- Lagnicourt: 4 dicembre 1916 – 11 dicembre 1916
- Saarburg, Germania: 11 dicembre 1916 – 19 marzo 1917
- Lothringen: 11 dicembre 1916 – 19 marzo 1917
- Le Thour, Francia: dal 19 marzo 1917
- Saint-Fergeux, Francia: fino al 30 giugno 1917
- Saint-Loup: 30 giugno 1917 – 2 febbraio 1918
- Cuirieux: 2 February 1918 – 26 febbraio 1918
- Toulis: 26 February 1918 – 19 marzo 1918
- Guise: dal 19 marzo 1918
- Roupy
- Guisecourt
- Balâtre: fino al 12 giugno 1918
- Mesnil-Bruntel: 12 giugno 1918 – 12 luglio 1918
- Leffincourt: 12 luglio 1918 – 24 luglio 1918
- Chéry-lès-Pouilly: 24 luglio 1918 – 10 agosto 1918
- Foreste: 10 agosto 1918 – agosto 1918
- Neuflize: agosto 1918 – 3 settembre 1918
- Tichemont: 3 settembre 1918 – 5 settembre 1918
- Stenay: dal 5 settembre 1918
- Carigan
- Florenville
- Treviri

## Lista degli assi che hanno prestato servizio nella Jagdstaffel 19
Di seguito vengono elencati i nomi dei piloti che hanno prestato servizio nella Jagdstaffel 19 con il numero di vittorie conseguite durante il servizio nella squadriglia e riportando tra parentesi il numero di vittorie aeree totali conseguite.
| Asso                                    | Vittorie |
| --------------------------------------- | -------- |
| Hans Martin Pippart                     | 13 (22)  |
| Olivier Freiherr von Beaulieu-Marconnay | 12 (25)  |
| Walter Böning                           | 6 (17)   |
| Rudolf Rienau                           | 6        |
| Erich Hahn                              | 6        |
| Hans Körner                             | 4 (7)    |
| Walter Göttsch                          | 3 (20)   |
| Ernst Hess                              | 3 (17)   |
| Ulrich Neckel                           | 3 (30)   |
| Franz Brandt                            | 2 (10)   |

## Lista degli aerei utilizzati dalla Jagdstaffel 19
- Albatros D.II
- Fokker Dr.I
- Fokker D.VII